# Escultura per a Europa
Escultura per a Europa, d'Andreu Alfaro (1929-2012), és una escultura pública de Girona que s'hi troba des del 2012 a la plaça Europa. L'obra està inclosa a l'Inventari del Patrimoni Arquitectònic de Catalunya.

## Descripció
És una escultura d'alumini formada per llargues barres de secció quadrada unides consecutivament per la part central de manera que es despleguen descrivint un cercle complert.
L'obra fou muntada el 26 de gener de 1984 per encàrrec de l'Ajuntament. La inauguració tingué lloc el 28 d'octubre del mateix any.